# هارتمنزویل (ویرجینیای غربی)

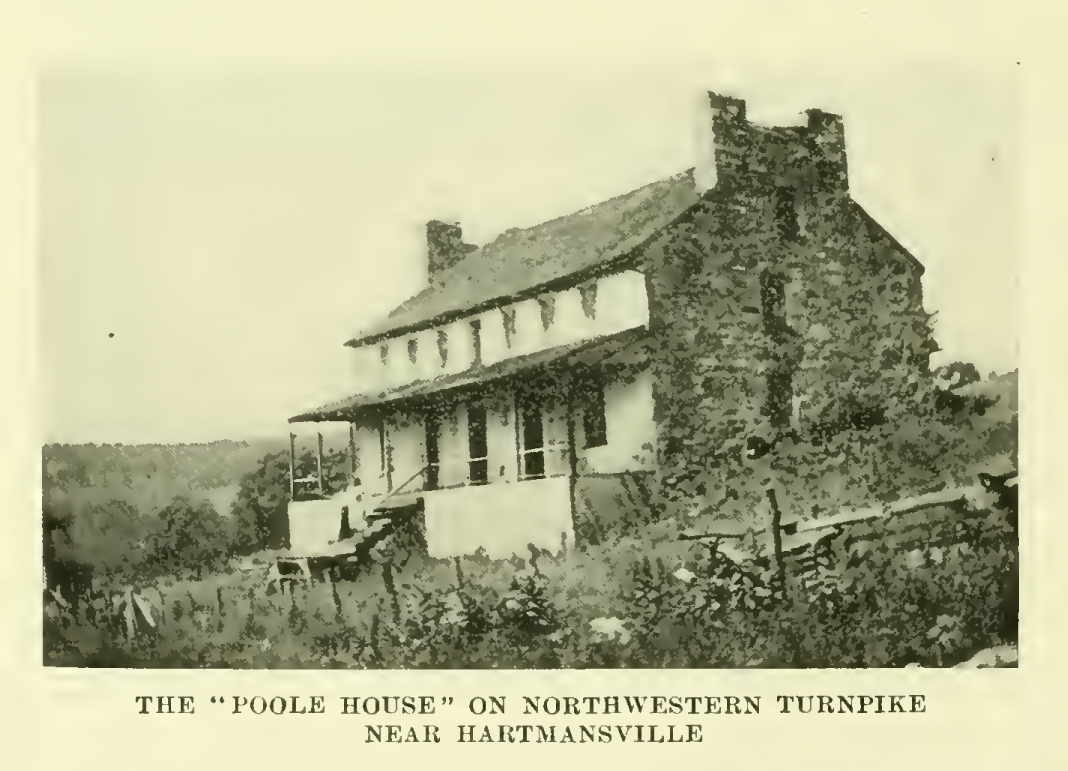
هارتمنزویل، ویرجینیای غربی - ۱۹۰۸

هارتمنزویل (به انگلیسی: Hartmansville) منطقه‌ای مسکونی در ایالات متحده آمریکا است که در شهرستان مینرال، ویرجینیای غربی واقع شده‌است.